# Polianthes durangensis
Polianthes durangensis är en sparrisväxtart som beskrevs av Joseph Nelson Rose. Polianthes durangensis ingår i släktet Polianthes och familjen sparrisväxter. Inga underarter finns listade i Catalogue of Life.